# 2015年日本グランプリ (4輪)
2015年日本グランプリは、2015年のF1世界選手権第14戦として、2015年9月27日に鈴鹿サーキットで開催された。

## 予選
Q3セッション終了30秒前、各車がラストアタックに入る中でダニール・クビアトが立体交差先の110Rでコースアウトし、タイヤバリアに激突して横転する大クラッシュが発生。クビアトは無事だったが、赤旗で走行が中止されたまま予選終了となった。
ニコ・ロズベルグがポールポジションを獲得、ルイス・ハミルトンが2位に入りメルセデスがフロントローを独占。1週間前のシンガポールGPでの意外な不調から立て直してみせた。2列目、3列目はウィリアムズとフェラーリのマシンが並んだ。久々の地元レースとなるホンダエンジンを搭載するマクラーレン勢はジェンソン・バトンがQ1敗退、フェルナンド・アロンソはQ2進出するも14位が精一杯だった。

### 結果
| Pos.                | No. | ドライバー                 | コンストラクター               | Q1       | Q2       | Q3       | Grid |
| ------------------- | --- | -------------------------- | ------------------------------ | -------- | -------- | -------- | ---- |
| 1                   | 6   | ニコ・ロズベルグ           | メルセデス                     | 1:33.015 | 1:32.632 | 1:32.584 | 1    |
| 2                   | 44  | ルイス・ハミルトン         | メルセデス                     | 1:32.844 | 1:32.789 | 1:32.660 | 2    |
| 3                   | 77  | バルテッリ・ボッタス       | ウィリアムズ・メルセデス       | 1:34.326 | 1:33.416 | 1:33.024 | 3    |
| 4                   | 5   | セバスチャン・ベッテル     | フェラーリ                     | 1:34.431 | 1:33.844 | 1:33.245 | 4    |
| 5                   | 19  | フェリペ・マッサ           | ウィリアムズ・メルセデス       | 1:34.744 | 1:33.377 | 1:33.337 | 5    |
| 6                   | 7   | キミ・ライコネン           | フェラーリ                     | 1:34.171 | 1:33.361 | 1:33.347 | 6    |
| 7                   | 3   | ダニエル・リカルド         | レッドブル・ルノー             | 1:34.399 | 1:34.153 | 1:33.497 | 7    |
| 8                   | 8   | ロマン・グロージャン       | ロータス・メルセデス           | 1:34.398 | 1:34.278 | 1:33.967 | 8    |
| 9                   | 11  | セルジオ・ペレス           | フォースインディア・メルセデス | 1:35.001 | 1:34.174 | No time  | 9    |
| 10                  | 26  | ダニール・クビアト         | レッドブル・ルノー             | 1:34.646 | 1:34.201 | No time  | PL1  |
| 11                  | 27  | ニコ・ヒュルケンベルグ     | フォースインディア・メルセデス | 1:35.328 | 1:34.390 |          | 132  |
| 12                  | 55  | カルロス・サインツ         | トロロッソ・ルノー             | 1:34.873 | 1:34.453 |          | 10   |
| 13                  | 13  | パストール・マルドナド     | ロータス・メルセデス           | 1:34.796 | 1:34.497 |          | 11   |
| 14                  | 14  | フェルナンド・アロンソ     | マクラーレン・ホンダ           | 1:35.467 | 1:34.785 |          | 12   |
| 15                  | 33  | マックス・フェルスタッペン | トロロッソ・ルノー             | 1:34.522 | No time  |          | 173  |
| 16                  | 22  | ジェンソン・バトン         | マクラーレン・ホンダ           | 1:35.664 |          |          | 14   |
| 17                  | 9   | マーカス・エリクソン       | ザウバー・フェラーリ           | 1:35.673 |          |          | 15   |
| 18                  | 12  | フェリペ・ナッセ           | ザウバー・フェラーリ           | 1:35.760 |          |          | 16   |
| 19                  | 28  | ウィル・スティーブンス     | マルシャ・フェラーリ           | 1:38.783 |          |          | 18   |
| 107% time: 1:39.386 |     |                            |                                |          |          |          |      |
| NC                  | 53  | アレクサンダー・ロッシ     | マルシャ・フェラーリ           | 1:47.114 |          |          | 194  |
| ソース              |     |                            |                                |          |          |          |      |

追記
- ^1— ダニール・クビアトはQ3セッションのクラッシュによりマシンのリビルドが必要となったため、決勝はピットレーンからスタート[4]
- ^2— ニコ・ヒュルケンベルグは前戦シンガポールGPでの接触事故により、同GP終了後に3グリッド降格ペナルティが科せられている[5]。クビアトのピットレーンスタートにより決勝は13番グリッドからスタート
- ^3— マックス・フェルスタッペンはQ1セッション中にマシンを危険な場所に停止させたため、3グリッド降格ペナルティが科された[6]。クビアトのピットレーンスタートにより決勝は17番グリッドからスタート
- ^4— アレクサンダー・ロッシは107%ルールに満たなかったが、フリー走行の結果を踏まえてスチュワードにより決勝出走を許可された[7]

## 決勝

### 展開

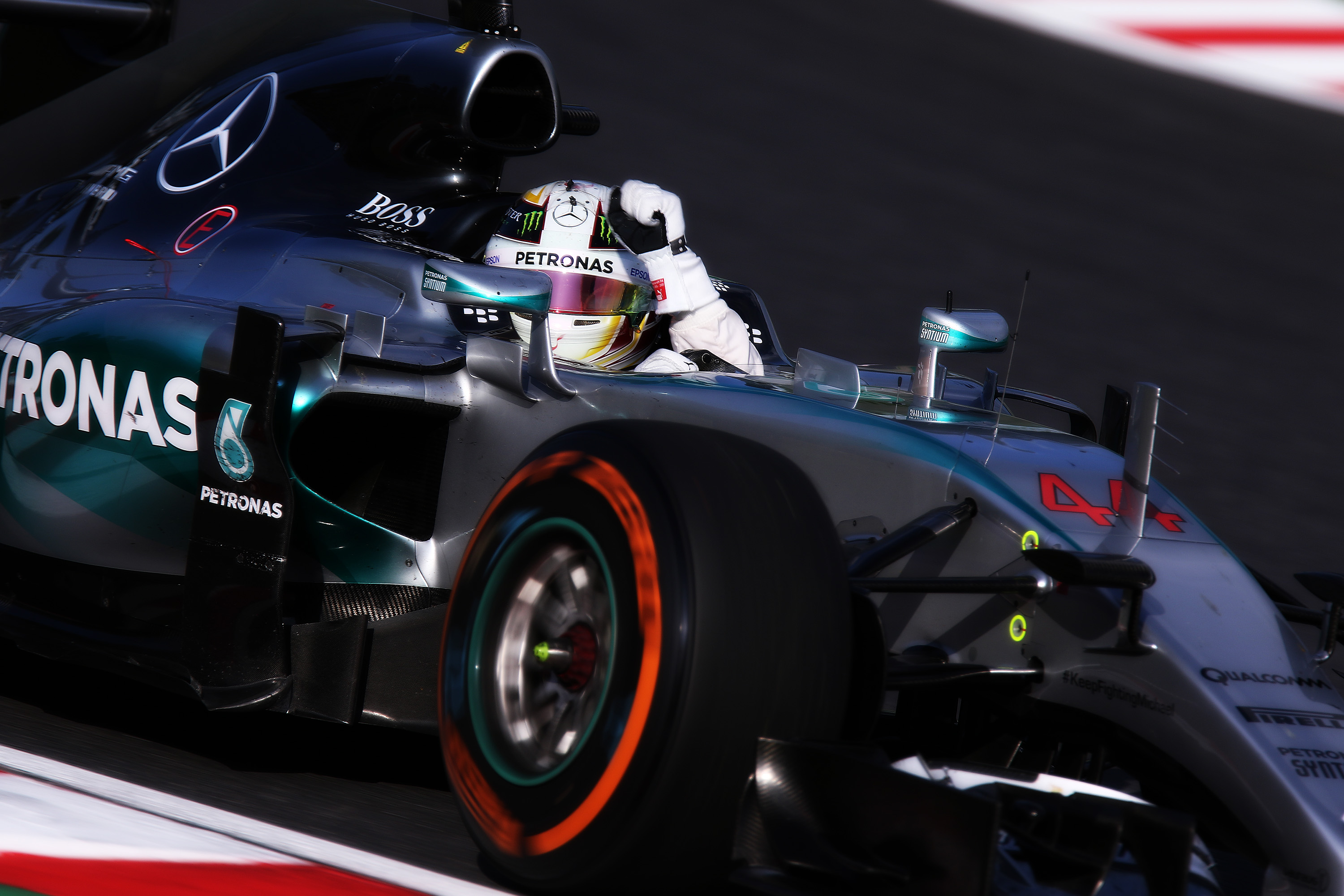
優勝してウィニングランを行うハミルトン

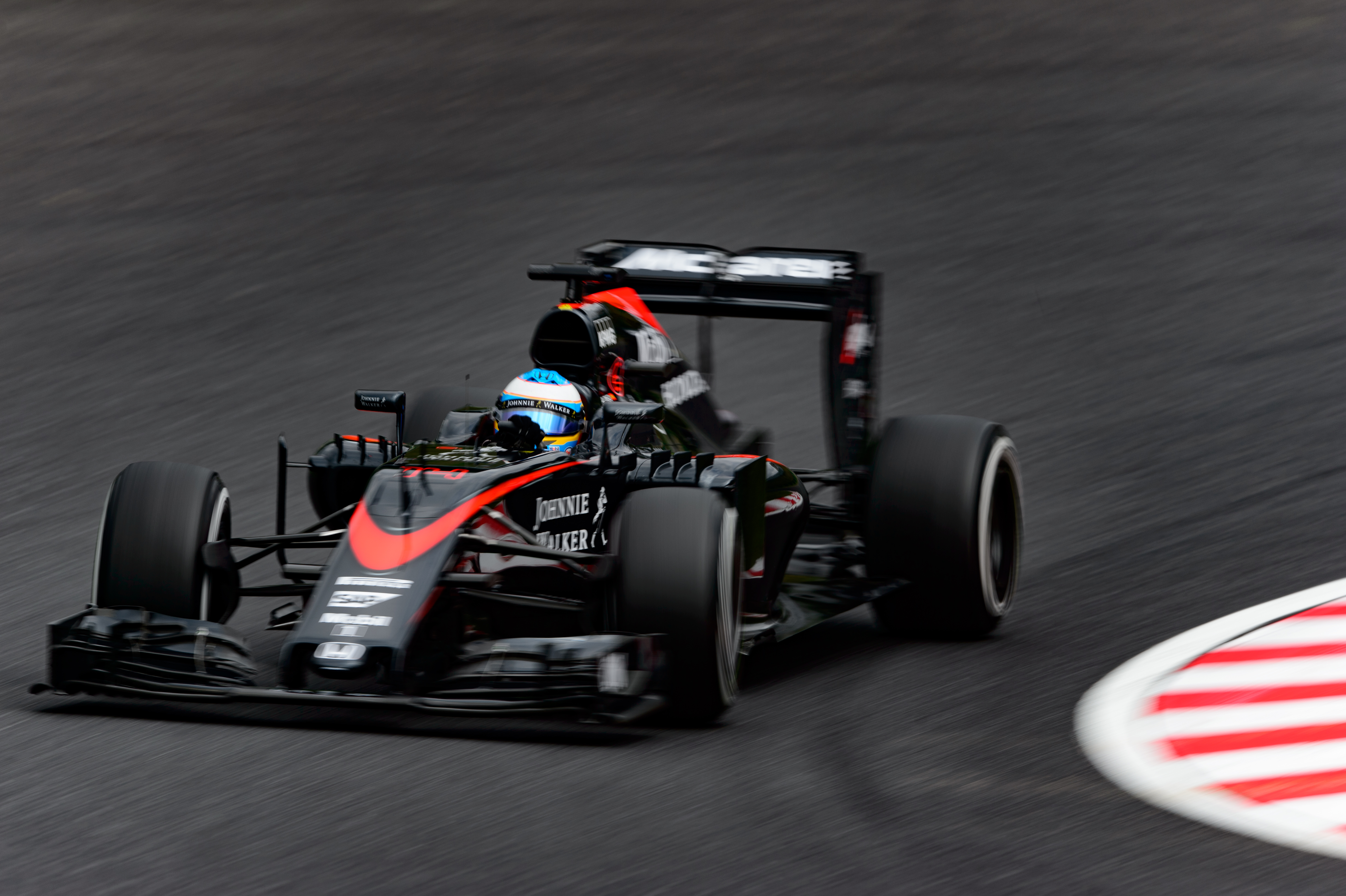
マクラーレン・ホンダを駆るアロンソ

天候は晴れ、気温27度、路面温度38度、湿度54%という好コンディションで決勝レースを迎えた。予選でクラッシュを喫したクビアトがピットスタート。タイヤはバトンがハードタイヤを選び、それ以外の全車がミディアムを選択した。
決勝では2番手スタートのルイス・ハミルトンが好スタート。ポールポジションのニコ・ロズベルグに1コーナーのイン側から並びかけると、両者譲らず2コーナーまで並走。アウト側にはらんだハミルトンにやや押し出される形となったロズベルグは、セバスチャン・ベッテルとバルテリ・ボッタスにも抜かれて4位まで後退した。後方ではダニエル・リチャルドが7番クリッドから好スタートを切ったが、フェリペ・マッサのリアタイヤに接触しマッサはパンク。スロー走行のマッサを避けきれなかったカルロス・サインツがセルジオ・ペレスに接触し、ペレスはコースアウト。リチャルド、マッサ、ペレスの3台はタイヤ交換後コースへ復帰したが、周回遅れに落ちた。
2番手に上がったベッテルだが、トップのハミルトンとの差は歴然で、10周を終えた段階で6秒もの差をつけられてしまう。4位に落ちたロズベルグはシケインでボッタスをかわして3番手に上がり、ベッテル追撃に移る。ボッタスは2回目のピットストップでキミ・ライコネンにも抜かれ、5位まで順位を下げた。
29周目にロズベルグが2回目のピットイン。翌周ベッテルも2回目のピットインを行うが、コースに復帰するベッテルの鼻先をかすめてロズベルグがアンダーカットを成功させる。これでメルセデスがいつも通りの1-2体制を築き、ハミルトンは首位の座を一度も明け渡さず今シーズン8勝目を挙げた。ハミルトンはF1通算41勝で、憧れのアイルトン・セナに並ぶ歴代4位となった。
ルノーと買収交渉中のロータスは、ホスピタリティ施設の使用料が払えないほど困窮しながらも、ロマン・グロージャンとパストール・マルドナドが7・8位にダブル入賞して気を吐いた。マクラーレンは2台完走したものの、ホンダエンジンのデプロイ（回生エネルギー配分）問題のためストレートであっさり抜かれる場面が目立った。アロンソは無線で「GP2エンジン!」と声を荒らげ、バトンも速度差がありすぎてどこで安全に抜かせたらいいのかと困惑していた。
このレース唯一のリタイアとなったフェリペ・ナッセは90%以上の周回数を走行しており完走扱いとされたため、2011年ヨーロッパグランプリ以来の全車完走となった。

### 結果
| Pos.   | No. | ドライバー                 | コンストラクター               | 周回数 | タイム/リタイア | Grid | Pts. |
| ------ | --- | -------------------------- | ------------------------------ | ------ | --------------- | ---- | ---- |
| 1      | 44  | ルイス・ハミルトン         | メルセデス                     | 53     | 1:28:06.508     | 2    | 25   |
| 2      | 6   | ニコ・ロズベルグ           | メルセデス                     | 53     | +18.964         | 1    | 18   |
| 3      | 5   | セバスチャン・ベッテル     | フェラーリ                     | 53     | +20.850         | 4    | 15   |
| 4      | 7   | キミ・ライコネン           | フェラーリ                     | 53     | +33.768         | 6    | 12   |
| 5      | 77  | バルテッリ・ボッタス       | ウィリアムズ・メルセデス       | 53     | +33.768         | 3    | 10   |
| 6      | 27  | ニコ・ヒュルケンベルグ     | フォースインディア・メルセデス | 53     | +55.559         | 13   | 8    |
| 7      | 8   | ロマン・グロージャン       | ロータス・メルセデス           | 53     | +1:12.298       | 8    | 6    |
| 8      | 13  | パストール・マルドナド     | ロータス・メルセデス           | 53     | +1:13.575       | 11   | 4    |
| 9      | 33  | マックス・フェルスタッペン | トロロッソ・ルノー             | 53     | +1:35.315       | 17   | 2    |
| 10     | 55  | カルロス・サインツ         | トロロッソ・ルノー             | 52     | +1 Lap          | 10   | 1    |
| 11     | 14  | フェルナンド・アロンソ     | マクラーレン・ホンダ           | 52     | +1 Lap          | 12   |      |
| 12     | 11  | セルジオ・ペレス           | フォースインディア・メルセデス | 52     | +1 Lap          | 9    |      |
| 13     | 26  | ダニール・クビアト         | レッドブル・ルノー             | 52     | +1 Lap          | PL   |      |
| 14     | 9   | マーカス・エリクソン       | ザウバー・フェラーリ           | 52     | +1 Lap          | 17   |      |
| 15     | 3   | ダニエル・リカルド         | レッドブル・ルノー             | 52     | +1 Lap          | 7    |      |
| 16     | 22  | ジェンソン・バトン         | マクラーレン・ホンダ           | 52     | +1 Lap          | 14   |      |
| 17     | 19  | フェリペ・マッサ           | ウィリアムズ・メルセデス       | 51     | +2 Laps         | 5    |      |
| 18     | 53  | アレクサンダー・ロッシ     | マルシャ・フェラーリ           | 51     | +2 Laps         | 19   |      |
| 19     | 28  | ウィル・スティーブンス     | マルシャ・フェラーリ           | 50     | +3 Laps         | 18   |      |
| 20†    | 12  | フェリペ・ナッセ           | ザウバー・フェラーリ           | 49     | テクニカル      | 16   |      |
| ソース |     |                            |                                |        |                 |      |      |

ファステストラップ
- ルイス・ハミルトン（メルセデス） 1:36.145（33周目）

ラップリーダー
- ルイス・ハミルトン（1-53）

追記
- ^†— フェリペ・ナッセはリタイアしたが、90%以上の距離を走行したため規定により完走扱い

## 第14戦終了時点でのランキング
| 順位 | ドライバー             | ポイント |
| ---- | ---------------------- | -------- |
| 1    | ルイス・ハミルトン     | 277      |
| 2    | ニコ・ロズベルグ       | 229      |
| 3    | セバスチャン・ベッテル | 218      |
| 4    | キミ・ライコネン       | 119      |
| 5    | バルテッリ・ボッタス   | 111      |

| 順位 | コンストラクター               | ポイント |
| ---- | ------------------------------ | -------- |
| 1    | メルセデス                     | 506      |
| 2    | フェラーリ                     | 337      |
| 3    | ウィリアムズ・メルセデス       | 208      |
| 4    | レッドブル・ルノー             | 139      |
| 5    | フォースインディア・メルセデス | 77       |

- 注：ドライバー、コンストラクター共にトップ5のみ表示。